# 101722 Pursell
101722 Pursell este un asteroid din centura principală de asteroizi.

## Descriere
101722 Pursell este un asteroid din centura principală de asteroizi. A fost descoperit pe 10 martie 1999 la Bâton-Rouge de Walter R. Cooney, Jr.. Asteroidul prezintă o orbită caracterizată de o semiaxă mare de 3,13 ua, o excentricitate de 0,19 și o înclinație de 21,2° în raport cu ecliptica.